# Арсолі
Арсолі (італ. Arsoli) — муніципалітет в Італії, у регіоні Лаціо, метрополійне місто Рим-Столиця.
Арсолі розташоване на відстані близько 50 км на схід від Рима.

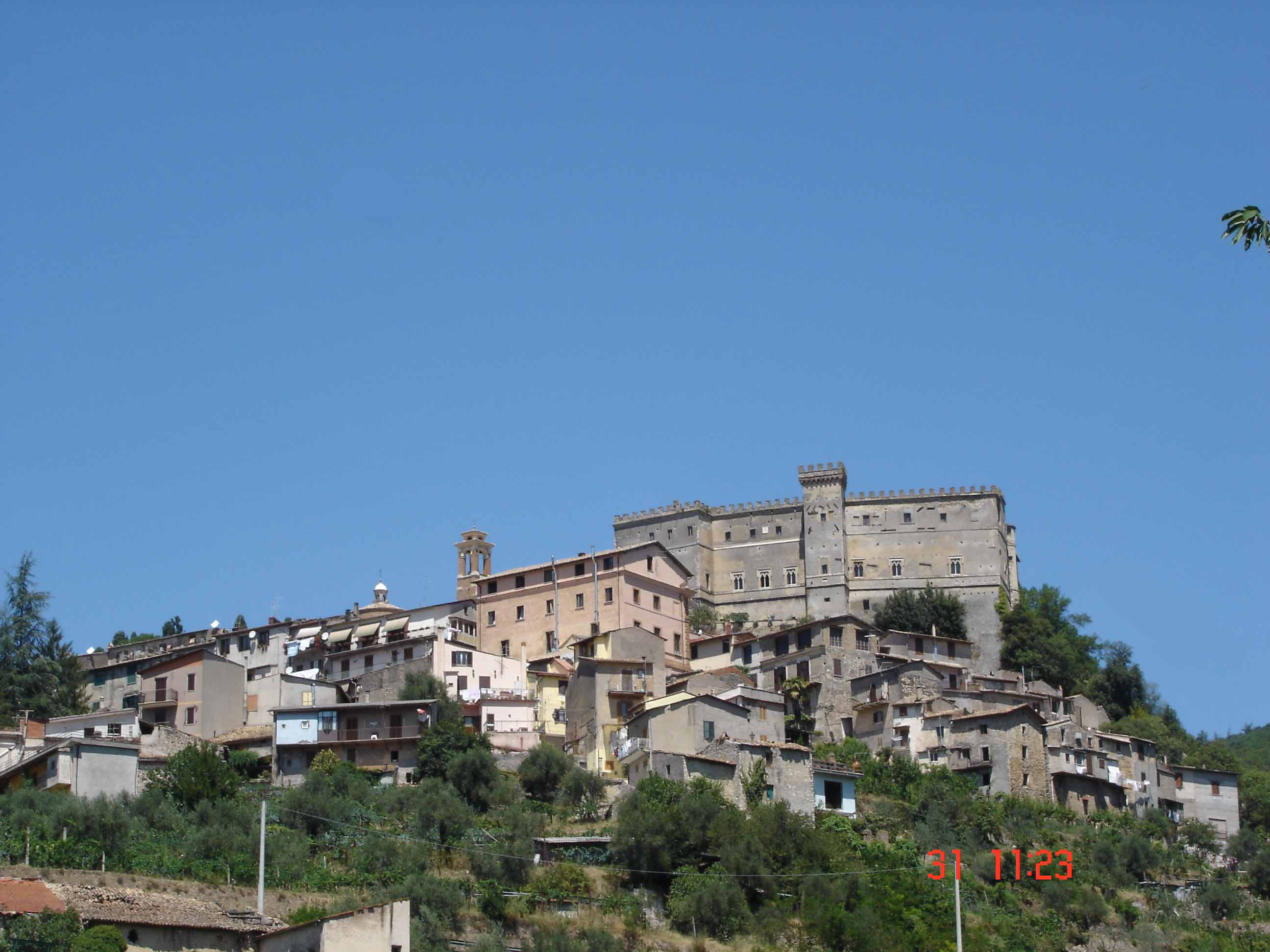

Населення — 1616 осіб (2014).

## Демографія
Населення за роками:

Станом на 1 січня 2023 року в муніципалітеті офіційно проживало 80 іноземців з 15 країн, серед них 56 громадян країн Євросоюзу та 1 громадянин України.

## Сусідні муніципалітети
- Червара-ді-Рома
- Марано-Екуо
- Орикола
- Ріофреддо
- Рокка-ді-Ботте
- Ров'яно